# Horatio Sanz

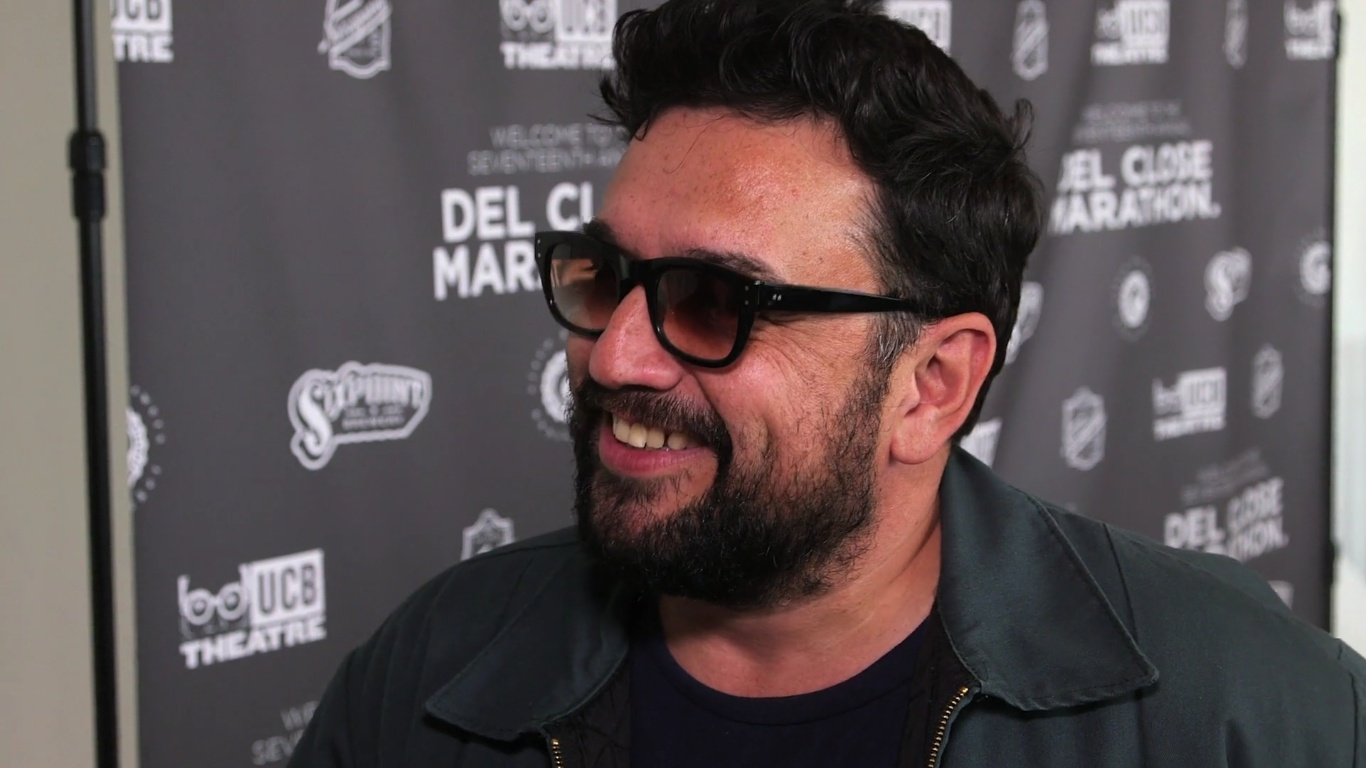
Horatio Sanz, 2015

Horatio Sanz (* 4. Juni 1969 in Santiago de Chile als Horacio Sanz) ist ein US-amerikanischer Schauspieler, Synchronsprecher und Comedian chilenischer Herkunft. Sanz wurde in Santiago de Chile geboren, wuchs aber in Chicago auf. In Chicago trat er in verschiedenen Theatern auf wie zum Beispiel im The Court Theater oder spielte in Theater-Gruppen wie The Second City und Upright Citizens Brigade Theater mit. 1998 war er der erste Latino in der Comedy-Show Saturday Night Live, wo er von 1998 bis 2006 auftrat. Daneben spielte er auch in Filmen wie Der Date Profi, Road Trip oder Boat Trip mit.

## Filmografie (Auswahl)
- 1998–2006: Saturday Night Live
- 2000: Road Trip
- 2001: Tomcats
- 2002–2004: Disneys Fillmore (Synchronsprecher von Junior Commissioner Vallejo)
- 2002: The New Guy (alternativ: The New Guy – Auf die ganz coole Tour)
- 2002: I am Trying To Break Your Heart
- 2002: Boat Trip
- 2003: Almost Legal – Echte Jungs machen’s selbst (After School Special)
- 2005: Volltreffer – Ein Supercoach greift durch (Rebound)
- 2005: Cool & Fool – Mein Partner mit der großen Schnauze
- 2006: Der Date Profi (School for Scoundrels)
- 2007: Glück im Spiel
- 2012: Die Hochzeit unserer dicksten Freundin
- 2017–2018: Great News (Fernsehserie, 23 Folgen)
- 2019: Zeroville
- 2019: The Mandalorian (Fernsehserie)
- 2021: Clifford der große rote Hund (Clifford the Big Red Dog)